# Nishada dflavens
Nishada dflavens là một loài bướm đêm thuộc phân họ Arctiinae, họ Erebidae.